# Bunaeopsis zaddachii
Espèce
Synonymes
- Saturnia zaddachii Dewitz, 1879

Bunaeopsis zaddachii est une espèce de lépidoptères de la famille des Saturniidae.